# Assunta Canfora
Assunta Canfora (Napoli, 11 luglio 1992) è una pugile italiana.

## Carriera
Medaglia d'argento ai campionati italiani nel 2015, l'anno successivo riceve la prima convocazione in Nazionale per disputare i campionati europei 2016 svolti a Sofia, in Bulgaria, venendo eliminata ai quarti di finale nella categoria 69 kg. Nel 2017 vince la medaglia di bronzo ai campionati dell'Unione europea.
Nel 2018 ottiene la medaglia di bronzo nei 69 kg ai campionati europei di Sofia e poi partecipa ai campionati mondiali di Nuova Delhi 2018, raggiungendo gli ottavi di finale dei 75 kg; conclude l'anno conquistando il suo primo titolo italiano sempre nei 75 kg.
Prende parte ai Giochi europei di Minsk 2019 guadagnando la medaglia d'argento nei 69 kg, dopo avere perso in finale contro la polacca Karolina Koszewska.

## Palmarès
- Giochi europei

Minsk 2019: argento nei 69 kg.
- Europei

Sofia 2018: bronzo nei 69 kg.
- Campionati dell'Unione europea

Cascia 2017: bronzo nei 75 kg.*Giochi del Mediterraneo
- Giochi del Mediterraneo:Orano 2022: Argento nei 63 kg;